# نگارخانه هنر لیدی لیور
نگارخانه هنر لیدی لیور (انگلیسی: Lady Lever Art Gallery) موزه‌ای است که توسط ویلیام لیور، صنعتگر و خیّر و اولین ویکونت لیورهولم تأسیس و ساخته شده و در سال ۱۹۲۲ میلادی افتتاح شد. این موزه باغ روستایی پورت سانلایت قرار دارد و یکی از موزه‌های ملی لیورپول است. آثار این موزه نمونه قابل توجهی از آثار به‌جا مانده از اواخر دوره ویکتوریا و دوره دوره ادواردیان است.